# سالونی اسوانی
سالونی اسوانی (به انگلیسی: Saloni Aswani) (زاده ۱ ژوئن ۱۹۸۷) بازیگر، مدل هندی است.
از فیلم‌هایی که وی در آن نقش داشته است می‌توان به ساوان، اسب مسابقه، مسیر شاه، ماه در میان ستارگان و حسن نیت رامانا اشاره کرد.